# Janvier 1823

## Événements
- 12 janvier : échec des Ottomans à Missolonghi, en Étolie. La côte nord du golfe de Patras reste aux mains des insurgés grecs.

- 13 janvier, France : Antoine de Morlhon est nommé archevêque d'Auch.

## Naissances
- 6 janvier : Johannes Theodorus Smits van Oyen, homme politique néerlandais († 20 septembre 1898).
- 8 janvier : Alfred Russel Wallace (mort en 1913), biologiste britannique.
- 9 janvier : Francisco Bilbao, écrivain et homme politique chilien († 19 février 1865).
- 27 janvier : Édouard Lalo, compositeur français († 1892).

## Décès
- 16 janvier : Victurnien Bonaventure de Rochechouart de Mortemart, militaire et homme politique français des XVIIIe et XIXe siècles, (° 23 octobre 1753).
- 26 janvier : Edward Jenner, médecin britannique, qui a inventé la vaccination contre la variole (° 1749)
- 27 janvier : Charles Hutton (né en 1737), mathématicien britannique.